# Angry Birds (serie)

Schermata di gioco del primo Angry Birds per Windows

Angry Birds è una serie di videogiochi rompicapo sviluppata da Rovio Mobile. Lo scopo principale di ogni gioco della serie è di lanciare dalla fionda alcuni uccelli di vario tipo ("Birds") contro una serie di maialini verdi ("Piggies") posizionati all'interno del campo di gioco, costituito da varie strutture ("Castles"), con l'obiettivo di distruggerli. Questa sorta di "guerra" nasce dal fatto che, come viene mostrato nei filmati presenti nel gioco, i maialini hanno rubato le uova agli uccelli per cibarsene, e i volatili li vogliono eliminare per recuperarele e vendicarsi. I diversi scenari di cui è composto il gioco, ognuno dei quali contiene un diverso numero di maiali, uccelli e strutture di varie forme, sono raggruppati in "episodi", ognuno dei quali ha un filmato introduttivo e un titolo.

## Lista dei videogiochi

### Serie principale
| Uscita            | Titolo                   | Genere                   | Descrizione |
| ----------------- | ------------------------ | ------------------------ | --- |
| 11 dicembre 2009  | Angry Birds              | Rompicapo                | Primo gioco della serie. Lo scopo del gioco è lanciare gli uccelli contro le fortezze dei maiali. |
| 21 ottobre 2010   | Angry Birds Seasons      | Rompicapo                | Secondo gioco della serie. Presenta dei livelli a tema con le festività. Inizialmente distribuito come Angry Birds Halloween.                                                                                     |
| 22 marzo 2011     | Angry Birds Rio          | Rompicapo                | Terzo gioco della serie. Tie-in dei film Rio e Rio 2. |
| 23 febbraio 2012  | Angry Birds Friends      | Rompicapo                | Quarto gioco della serie. Include dei tornei settimanali ed è il primo gioco della serie a essere disponibile anche su Facebook.                                                                                  |
| 22 marzo 2012     | Angry Birds Space        | Rompicapo                | Quinto gioco della serie. È basato sulla fisica nello spazio. |
| 8 novembre 2012   | Angry Birds Star Wars    | Rompicapo                | Sesto gioco della serie. Tie-in della Trilogia originale di Guerre stellari |
| 18 settembre 2013 | Angry Birds Star Wars II | Rompicapo                | Settimo gioco della serie. Sequel di Angry Birds Star Wars e tie-in della Trilogia prequel di Guerre stellari. |
| 11 dicembre 2013  | Angry Birds Go!          | Racing                   | Ottavo gioco della serie e primo ad abbandonare la componente rompicapo in favore del genere racing. |
| 12 giugno 2014    | Angry Birds Epic         | GdR                      | Nono gioco della serie. Presenta dei turni di combattimento in stile GdR e un sistema di potenziamento dell'attrezzatura.                                                                                         |
| 15 Ottobre 2014   | Angry Birds Transformers | Sparatutto side-scroller | Decimo gioco della serie. Tie-in del franchise dei Transformers. |
| 11 giugno 2015    | Angry Birds Fight!       | Rompicapo / GdR          | Undicesimo gioco della serie. È un rompicapo in stile Tetris in cui bisogna abbinare gli uccelli correttamente per guadagnare abbastanza potenza per sconfiggere i maiali.                                        |
| 30 luglio 2015    | Angry Birds 2            | Rompicapo                | Dodicesimo gioco della serie. È composto da livelli multi-stadio in cui il giocatore può scegliere quale uccello lanciare contro le fortezze dei maiali ed è il seguito diretto del gioco originale.              |
| 28 aprile 2016    | Angry Birds Action!      | Rompicapo / Flipper      | Tredicesimo gioco della serie. È composto da livelli in cui bisogna lanciare l'uccello che simula una pallina da flipper. È il primo gioco della serie ad avere gli uccelli nello stile di Angry Birds - Il film. |
| 13 giugno 2017    | Angry Birds Evolution    | Rompicapo / GdR          | Quindicesimo gioco della serie. Un videogioco di ruolo con le dinamiche di gioco riprese da Angry Birds Action!                                                                                                   |

### Spin-off
| Uscita            | Titolo                      | Genere    | Descrizione |
| ----------------- | --------------------------- | --------- | --- |
| 27 settembre 2012 | Bad Piggies                 | Rompicapo | Il giocatore deve costruire dei veicoli per portare i maiali a destinazione. |
| 4 settembre 2014  | Angry Birds Stella          | Rompicapo | Presenta un game-play simile a quello di Angry Birds ma con dei nuovi personaggi. |
| 12 marzo 2015     | Angry Birds POP!            | Rompicapo | Secondo capitolo della serie su Stella. Il giocatore deve far scoppiare delle bolle per superare i vari livelli. Nel luglio 2015 il nome "Stella" è stato rimosso e il gioco è stato rinominato Angry Birds POP!. |
| 31 agosto 2017    | Angry Birds Match           | Rompicapo | È un mix tra Fruit Nibblers, altro gioco creato dalla Rovio e Angry Birds Blast. |
| 22 dicembre 2017  | Angry Birds Blast           | Rompicapo | Eliminazione di blocchi per completare i livelli di gioco. |
| 15 giugno 2021    | Angry Birds Reloaded        | Rompicapo | Presenta il gameplay dei giochi precedenti con nuovi elementi visivi, personaggi e mondi. |
| 1º aprile 2022    | Rovio Classics: Angry Birds | Rompicapo | Remake del primo gioco della serie. |

### Compilation
| Uscita            | Titolo              | Genere    | Descrizione                                                                         |
| ----------------- | ------------------- | --------- | ----------------------------------------------------------------------------------- |
| 25 settembre 2012 | Angry Birds Trilogy | Rompicapo | Raccolta per console dei primi tre giochi della serie (Angry Birds, Seasons e Rio). |

## Modalità di gioco
Ogni livello comprende una serie di uccelli, una fionda per lanciarli in aria e uno o più maiali nemici. Lanciando gli uccelli con la fionda, il giocatore deve riuscire a uccidere tutti i maiali presenti, colpendoli direttamente o facendo loro crollare addosso una serie di strutture presenti sul campo di gioco. Tali strutture sono composte di "mattoni" di diverse dimensioni e materiali (come vetro, legno o pietra) che si rivelano più o meno fragili, e quindi più o meno facili da demolire. Il materiale dei blocchi, e quindi il loro peso, determina anche il danno che riescono a fare sui maiali. Il numero, il tipo e l'ordine degli uccelli a disposizione del giocatore in ogni livello è predeterminato.
Per superare ogni livello del gioco è primariamente necessario eliminare tutti i suini verdi, i quali danno diritto a un punteggio e permettono di andare avanti nel gioco. A questo punteggio viene sommato anche quello maturato nel demolire la struttura dove alloggiano gli animaletti e gli eventuali uccelli risparmiati nel portare a termine il livello. Terminato un livello, a seconda del punteggio totalizzato, il giocatore riceve un "voto", rappresentato da delle stelle (da 1 a 3 stelle). Nelle schermate di selezione viene poi visualizzato il numero di stelle più alto che il giocatore è riuscito ad ottenere in ciascun livello, mentre nel livello viene visualizzato il massimo punteggio ottenuto. Se i maiali non vengono uccisi tutti, non si ha diritto di passare al livello successivo.
Nel gioco originale e nella variante Seasons sono inoltre presenti alcune uova dorate (Golden Eggs, solitamente nascoste da qualche parte all'interno di alcuni livelli, ma a volte ottenibili in altro modo, ad esempio toccando certe parti delle altre schermate(EN) Angry Birds Complete Golden Eggs Walktrhough, su angrybirdsnest.com, www.angrybirdsnest.com. URL consultato il 23 luglio 2011.) che, una volta ottenute, permettono di accedere ad alcuni livelli bonus, accessibili da un'apposita schermata. Nel gioco Angry Birds Space sono invece presenti dei livelli segreti detti Eggsteroids.
Sono disponibili anche i super semi di potenziamento, introdotti prima nella versione del gioco specifica del social network Facebook e successivamente anche in altre; ogni seme può essere utilizzato una sola volta, per cui l'utente deve via via acquistarne di nuovi tramite acquisto in-app (con vero denaro) se vuole usufruirne. Essi permettono di ingrandire leggermente le dimensioni degli uccelli, di rendere più potente la fionda, di mostrare l'anteprima della traiettoria di lancio oppure di generare un terremoto in grado di far crollare le più precarie strutture su cui sono posti i maiali.

## Storia
Ispirato da un semplice schizzo di uccelli stilizzati senza ali, il gioco è stato pubblicato, tramite app dedicata, originariamente per iPhone / IPod touch. Da quel momento, oltre 12 milioni di copie del gioco sono state acquistate nell'App Store di Apple. L'azienda ha deciso di progettare versioni per altri smartphone, compresi quelli che utilizzano Android e i sistemi operativi Symbian e Windows Phone.
Rovio Mobile ha sostenuto e sta sostenendo Angry Birds con numerosi aggiornamenti gratuiti che aggiungono man mano ulteriori contenuti del gioco. Tutti questi upgrade sono gratuiti e scaricabili direttamente dallo store del sistema operativo usato dal proprio cellulare, anche se alcune nuove funzionalità sono a pagamento (come la Mighty Eagle). La società ha creato altri giochi della serie, ad esempio in Angry Birds Seasons le ambientazioni omaggiano ricorrenze durante l'arco dell'anno (in principio si trattava soltanto di uno speciale dedicato ad Halloween, poi sono state introdotte altre ricorrenze). La versione 2.0 di Seasons ha introdotto la suddivisione in anni: tale versione ha raggruppato i precedenti sette episodi all'interno di una sezione denominata "Seasons 2011", ed ha inserito un nuovo episodio, "Ham'o'ween", all'interno di una sezione denominata "Seasons 2012" (nonostante ciò sia accaduto ad ottobre 2011).

Da fine gennaio 2011, Angry Birds è disponibile in download in versione Minis di Sony PlayStation 3 e PSP riscuotendo un grande successo. A febbraio 2012, Rovio ha pubblicato una versione particolare del gioco sul popolare social network Facebook, dotata di alcune caratteristiche peculiari come l'acquisto di power-up a pagamento, quali i super-semi (che ad esempio aumentano le dimensioni degli angry bird) che sono poi stati inclusi anche nel gioco originale a partire da agosto 2012. Dal 23 maggio 2012 Angry Birds Facebook è stato aggiornato aggiungendo il Weekly Tournaments un torneo che ospita nuovi livelli in cui gli amici possono sfidarsi vincendo nuovi power-up ed ha cambiato il nome in Angry Birds Friends. Il 15 luglio 2012 è stato inoltre aggiunto un livello inedito chiamato Pigini Beach. Il 2 maggio 2013 la Rovio pubblica sull'App Store e sul Google Play Store le rispettive versioni per iOS e Android di Angry Birds Friends.
Angry Birds è stato lodato per la sua riuscita combinazione di gameplay coinvolgente, lo stile comico e un prezzo contenuto. La sua popolarità ha dato vita a proposte per creare versioni di Angry Birds per PC e console, Con oltre 50 milioni di download su tutte le piattaforme, il gioco è stato definito un "classico" contemporaneo, ricevendo numerosi riconoscimenti tra i titoli del 2010. Dopo l'ambito traguardo di 1 miliardo di download su tutte le piattaforme, il gioco è stato definito "uno dei giochi più tradizionali di adesso" e "il più grande successo app mobile del mondo ha visto finora". MWC (Mobile World Congress) 2011, tenutosi a Barcellona dal 14 febbraio 2011 fino al 17 febbraio 2011 è stata presentata la versione lite di Angry Birds anche per il sistema operativo Bada OS sviluppato da Samsung.
Il 22 marzo 2011 viene pubblicato in anteprima su App Store e Mac App Store il terzo capitolo della serie, chiamato Angry Birds Rio, in cui gli angry birds, causa contrabbando, incontrano i protagonisti del film d'animazione Rio. Inizialmente, solo le prime sezioni sono disponibili, mentre nel corso del 2011 vengono pubblicati nuovi segmenti del gioco, che aggiungono ulteriori livelli; questo titolo introduce alcune nuove meccaniche di gioco e un aggiornamento consistente dell'interfaccia grafica. Il 30 marzo 2011 viene pubblicata anche la versione per Android, e l'8 aprile quella per Symbian. Il lancio sul mercato dell'applicazione ha riscosso un notevole successo, con oltre 10 milioni di download nei primi 10 giorni di commercializzazione.
Esiste anche una versione del gioco pensata per girare direttamente all'interno del browser web, dotata di alcune caratteristiche aggiuntive disponibili se giocato attraverso il browser Google Chrome (per cui il gioco è ottimizzato); è anche possibile installarlo all'interno del browser (tramite Chrome web store), per poterlo utilizzare anche offline. Tale versione (indicata anche come Angry Birds Chrome, con la schermata del titolo che riporta il logo del browser vicino alla scritta Angry Birds) ad agosto 2012 riporta ancora la dicitura di versione beta e contiene l'episodio Poached Eggs disponibile a chiunque, mentre gli altri episodi, alcuni tratti da Angry Birds ed altri da Angry Birds Seasons, oltre allo speciale Chrome Dimension, sono disponibili soltanto dopo aver effettuato un login.
Inoltre il successo di Angry Birds ha dato l'input per la nascita di tanti altri giochi simili e basati sull'omonimo capolavoro di Rovio.
Il 22 marzo 2012, Rovio ha pubblicato il gioco Angry Birds Space, in cui gli angry birds combattono nello spazio per recuperare le proprie uova.
Il 25 settembre 2012 la Rovio ha pubblicato Angry Birds Trilogy che racchiude i primi 3 capitoli della saga (Angry Birds, Angry Birds Seasons ed Angry Birds Rio). Due giorni più tardi, il 27 settembre ha successivamente pubblicato Bad Piggies, uno spin-off della serie dal gameplay completamente diverso dove i protagonisti sono i maiali verdi alle prese con la costruzione e la guida di precari mezzi di trasporto.

## Influenza culturale
Il successo del videogioco è stato tale che è stato citato in diverse serie televisive. Il gioco è stato citato nelle serie televisive 30 Rock, The Big Bang Theory, Castle - Detective tra le righe, Glee, Grey's Anatomy, How I Met Your Mother, in Gossip Girl da Lily Van Der Woodsen e, non esplicitamente, nell'ultima stagione di Camera cafe. Viene citato anche nella serie televisiva Hawaii Five-0, dove i famosi uccellini vengono presi in giro per essere arrabbiati proprio perché non riuscendo a volare hanno bisogno di un'enorme fionda. Viene citato inoltre nel film Cambio vita. Viene citato più volte anche nelle ultime serie dei Simpson, una delle quali nella variante "Angry Nerds" dove Nelson lancia Martin contro altri secchioni.

### Mascotte
In occasione del campionato mondiale di hockey su ghiaccio maschile 2012, organizzato in Finlandia, gli sviluppatori della Rovio crearono la mascotte Hockey Bird, personaggio caratterizzato da un caschetto da hockey abbinato ad un bastone da hockey bianco.

## Formula 1

### Lotus F1 Team
Angry Birds è stato presente sul muso delle due monoposto Lotus nella stagione 2012.

### Heikki Kovalainen
Sul casco dell'ex-pilota finlandese era presente Angry Birds.

## Merchandise

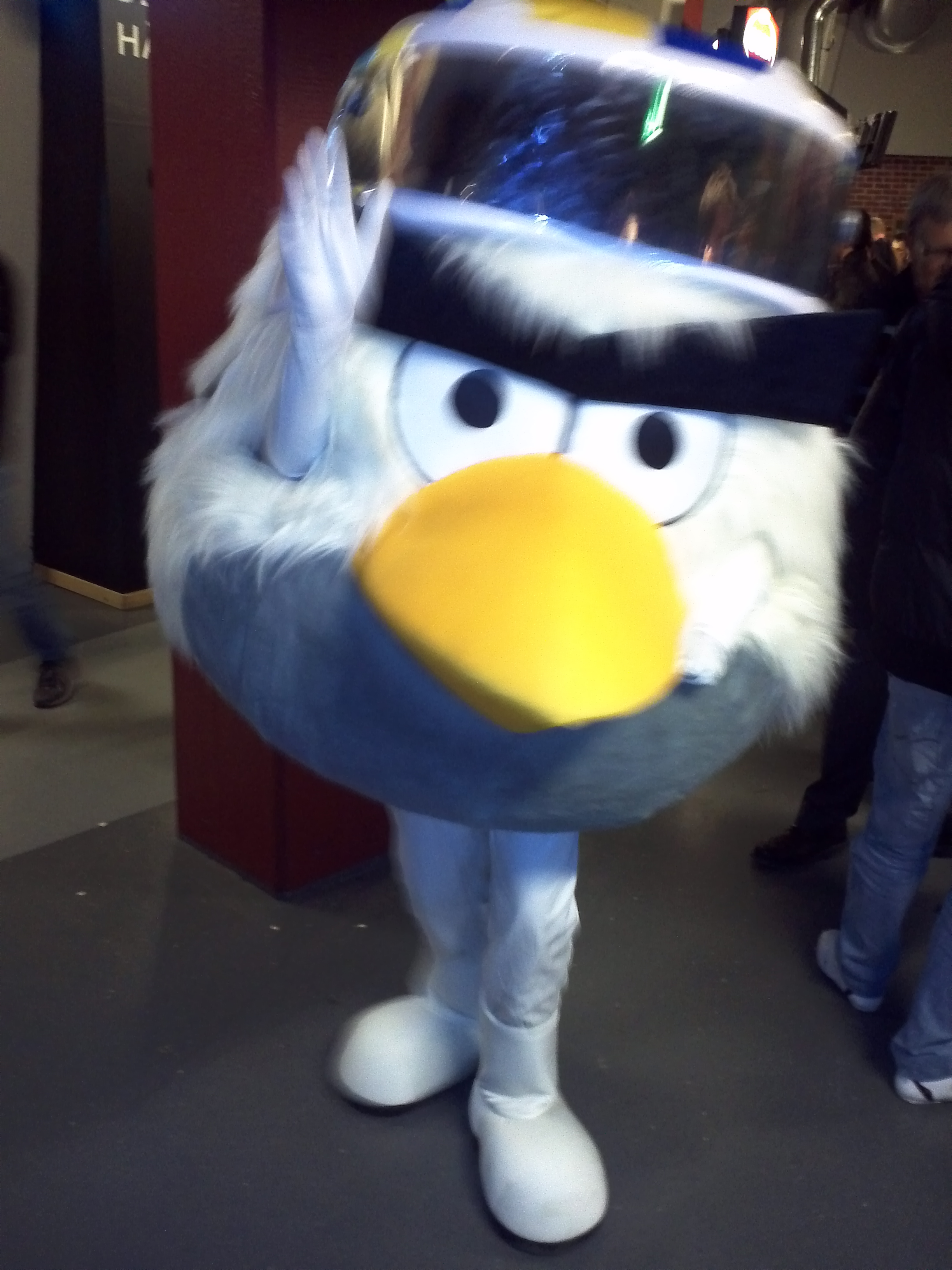
Hockey Bird, mascotte del campionato mondiale di hockey 2012

Nel novembre del 2011 il produttore ha dichiarato che le varie versioni del videogioco hanno totalizzato 500 milioni di download e in data 9 maggio 2012 Rovio Mobile ha annunciato che i giochi di Angry Birds hanno superato il miliardo di download.

### Gioco da tavolo
Fra i vari articoli ispirati ad Angry Birds si annovera anche il gioco da tavolo Angry Birds knock on wood (In italiano semplicemente Angry Birds). Uccelli, maiali e strutture sono realizzati in plastica; la fionda è una catapulta. È necessario consultare delle carte per conoscere la sequenza degli uccelli da utilizzare, quanti maiali posizionare ed i punteggi da assegnare.
Sono stati prodotti altri due giochi da tavolo,cioè:
- Angry Birds: On Thin Ice,dove,a differenza del primo gioco,ci sono il Terence, una cassa di dinamite, i caschi gialli e il ghiaccio (travi classiche, travi collegabili e cubetti).
- Angry Birds Space: dove non è presente il ghiaccio ma è presente l'Ice Bird e il Super Red e i maiali in versione spaziale.

### Parco giochi
È stata aperta "Angry Bird Land", area interna del parco divertimenti Särkänniemi di Tampere, in Finlandia.

## Adattamenti

### Serie animate
- Angry Birds Toons (2013-2016)
  - Angry Birds Stella (2014-2016)
  - Piggy Tales (2014-2018)
  - Angry Birds Blues (2017-2020)
  - Angry Birds BirLd Cup (2018)
  - Angry Birds on the Run (2018-2020)
- Angry Birds Slingshot Stories (2020-in corso)
- Angry Birds: Summer Madness (2022-in corso)

### Film
- Angry Birds - Il film (2016)
- Angry Birds 2 - Nemici amici per sempre (2019)
- Angry Birds 3 (The Angry Birds Movie 3)